# Clandestino (romanzo)
Clandestino è il titolo italiano del secondo romanzo di James Ellroy del 1982 il cui titolo originale è Clandestine, pubblicato in Italia da Arnoldo Mondadori Editore nel 1993 edizione Iperfiction e nel 1997 nella collana Il giallo Mondadori numero 2505.

## Trama
Freddy Underhill è un poliziotto di Los Angeles nel 1951. Destinato ad una brillante carriera, divide il suo tempo tra il lavoro e la bella vita, costituita da golf e belle donne. Un giorno però, la polizia commette un grosso errore accusando un uomo innocente dell'omicidio di una sua amica e Freddy è costretto a pagarne le conseguenze.
Ridotto a relitto di se stesso, l'unico scopo che gli resta è trovare a tutti i costi il vero colpevole e fargliela pagare.
Nel romanzo compaiono alcuni personaggi che si ritroveranno successivamente nella "quadrilogia di Los Angeles" (Dalia nera, Il grande nulla, L.A. Confidential e White Jazz), tra cui il tenente di polizia Dudley Smith.

## Edizioni
- James Ellroy, Clandestino, traduzione di Lidia Perria, collana Il Giallo Mondadori, Mondadori, 1997,  p. 387, ISBN 88-04-42813-9.